# Zvole (Žďár nad Sázavou-i járás)
Zvole település Csehországban, a Žďár nad Sázavou-i járásban. Zvole Bobrová, Rozsochy, Blažkov, Křídla, Bystřice nad Pernštejnem, Dlouhé, Horní Rožínka, Nové Město na Moravě, Račice és Mirošov településekkel határos. Lakosainak száma 672 fő (2024. január 1.).

## Népesség
A település lakosságának változását az alábbi diagram mutatja:
| Lakosok száma | 1075 | 1077 | 1042 | 754  | 678  | 631  | 664  | 661  | 659  | 672  |
|               | 1869 | 1890 | 1921 | 1950 | 1980 | 2001 | 2017 | 2019 | 2022 | 2024 |